# Bernie Tormé
Bernie Tormè (Dublino, 18 marzo 1952 – Londra, 17 marzo 2019) è stato un chitarrista irlandese noto per la sua militanza dapprima in gruppi quali Electric Gypsies, Atomic Rooster e Gillan e successivamente nella band di Ozzy Osbourne, oltre che per la sua carriera solista.

## Biografia
Imparò a suonare la chitarra spinto dalla passione per Rory Gallagher e John Tropea. Nel 1975 militò per un breve periodo nei Boomtown Rats, salvo poi unirsi agli Atomic Rooster. Nel 1979 si unì ai Gillan, band fondata dall'ex frontman dei Deep Purple. Nel marzo 1982 dalla Jet Records per sostituire il recentemente scomparso Randy Rhoads nella band di Ozzy Osbourne.
Questa esperienza, sebbene contribuì in maniera notevole ad accrescere la sua fama, fu sfortunata, in quanto Dopo solo pochi spettacoli divenne evidente scelse di tornare in Inghilterra per continuare a lavorare su un album solista. Fu rapidamente sostituito da Brad Gillis e il tour continuò.
Tormé ha trascorso diversi anni con la band Desperado con l'ex cantante dei Twisted Sister Dee Snider. Anche se il disco vide una pubblicazione limitata, Snider riutilizzò un certo numero di canzoni per un progetto successivo, Widowmaker. 
Successivamente ha anche fatto parte dei Silver, gruppo fondato da Gary Barden.
Nel 1986 ha esordito come solista, con l'album Back to Babylon.
È morto il 17 marzo 2019 a causa di una polmonite.

## Discografia

### Da solista
- 1986 - Back to Babylon
- 1987 - Die Pretty, Die Young
- 1993 - Demolition Ball
- 1997 - Wild Irish
- 2015 - Blackearth
- 2017 - Dublin Cowboy

### Gillan
- 1979 - Mr. Universe (1979)
- 1980 - Glory Road (1980)
- 1981 - Future Shock (1981)
- 1981 - Double Trouble (1981)

### Atomic Rooster
- 1983 - Headline News

### Silver
- 2001 - Silver
- 2002 - Dream Machines
- 2003 - Intruder

### Collaborazioni (parziale)
- 1975 - Take No Prisoners - David Byron
- 2011 - One Family - United Rockers for You